# 大阪国際石油精製
大阪国際石油精製株式会社（おおさかこくさいせきゆせいせい）は、千葉県市原市にある石油製品の精製を行う企業である。
2010年10月1日、日本初の輸出型石油会社として、JX日鉱日石エネルギー（現・ENEOS）と中国国際石油事業日本株式会社（中国石油天然気の子会社）の合弁で設立され、JX日鉱日石エネルギーから独立する形で大阪製油所（現・ENEOS大阪事業所）での石油精製を開始した。
2020年10月に大阪製油所での精製機能を停止した上で同所をENEOSに承継し、同年12月にENEOSから承継した千葉製油所に輸出機能を移し合弁事業を継続している。

## 沿革
- 1970年（昭和45年）12月 - 興亜石油大阪製油所として発足。
- 1971年（昭和46年）1月6日 - 操業開始。原油処理能力は80,000バレル/日。
- 1992年（平成4年）7月 - 原油処理能力を95,000バレル/日に増強。
- 1993年（平成5年）7月 - 原油処理能力を104,000バレル/日に増強。
- 1998年（平成10年）7月 - IPP事業開始、原油処理能力を125,000バレル/日に増強。
- 2002年（平成14年）4月1日 - 興亜石油が新日本石油精製に合併、同社の大阪製油所となる。
- 2003年（平成15年）4月 - 原油処理能力を115,000バレル/日に削減。
- 2010年（平成22年）
  - 7月1日 - JX日鉱日石エネルギーの発足に伴い、同社の大阪製油所となる。
  - 10月1日 - JX日鉱日石エネルギーより分離独立し、大阪国際石油精製株式会社設立（JX日鉱日石エネルギーと中国石油国際事業日本株式会社の合弁）。
- 2020年（令和2年）
  - 10月 - 大阪製油所の石油精製事業を廃止するとともに、会社分割によりENEOSへ承継[3]。
  - 12月 - 本社所在地を千葉県市原市に移転し、ENEOSから会社分割により承継した千葉製油所の運営を開始[4]。

## 千葉製油所の概要

### 主な生産品
- LPガス
- ナフサ
- ガソリン
- 灯油
- ジェット燃料
- 軽油

- 重油
- キシレン
- ベンゼン
- 硫黄

### 主要設備
括弧内は1日あたりの処理能力。
- 常圧蒸留装置 （129,000バレル）
- 減圧蒸留装置 （83,000バレル）
- 接触改質装置 （28,000バレル）
- 水添脱硫装置 （111,500バレル）
- 残油流動接触分解装置 （34,000バレル）
- 中圧水素化分解装置 （40,000バレル）